# Quercus serrata
Quercus serrata (дуб пилчастий) — вид рослин з родини Букові (Fagaceae); поширений у південно-східній і східній частинах Азії. Етимологія: лат. serratus — «пилчастий».

## Опис
Дерево до 25 м заввишки, листопадне. Жіночі суцвіття 1.5–3 см. Кора сіра або темно-червонувато-коричнева, злегка поздовжньо борозниста. Молоді пагони безволосі. Листки 7–17 × 3–9 см, вузько-овальні еліптичні, шкірясті; верхівка загострена; основа клиноподібна або злегка закруглена; край зубчастий, залозистий; густо волосисті, коли молоді, стаючи голими, субсидячі або з короткою ніжкою (до 3 см). Жолудь завдовжки 1.7–2 см, яйцюватий або субкулястий, закритий на 1/4–1/3 чашечкою; дозріває через 1 рік.
Період цвітіння: березень — квітень; період плодоношення: вересень — жовтень.

## Середовище проживання
Поширений у південно-східній і східній частинах Азії (Китай, Японія, Північна й Південна Корея, Тайвань, Індія [Ассам]).
Q. serrata є характерним членом листопадних гірських лісів. До його середовищ існування належать гірські, листопадно-вічнозелені, теплі помірні ліси. Висота проживання: 100–2000 м.

## Використання
Використовується для палива / дров та будівельних матеріалів, зокрема сільськогосподарського обладнання, будівель, бочок та ящиків. Деревина може використовуватися для вирощування грибів і має особливе значення для вирощування грибів шиїтаке.

## Загрози
Урбанізація, розвиток, зміна практики землекористування та інші антропогенні зміни землекористування, ймовірно, зачіпають населення. 

## Галерея

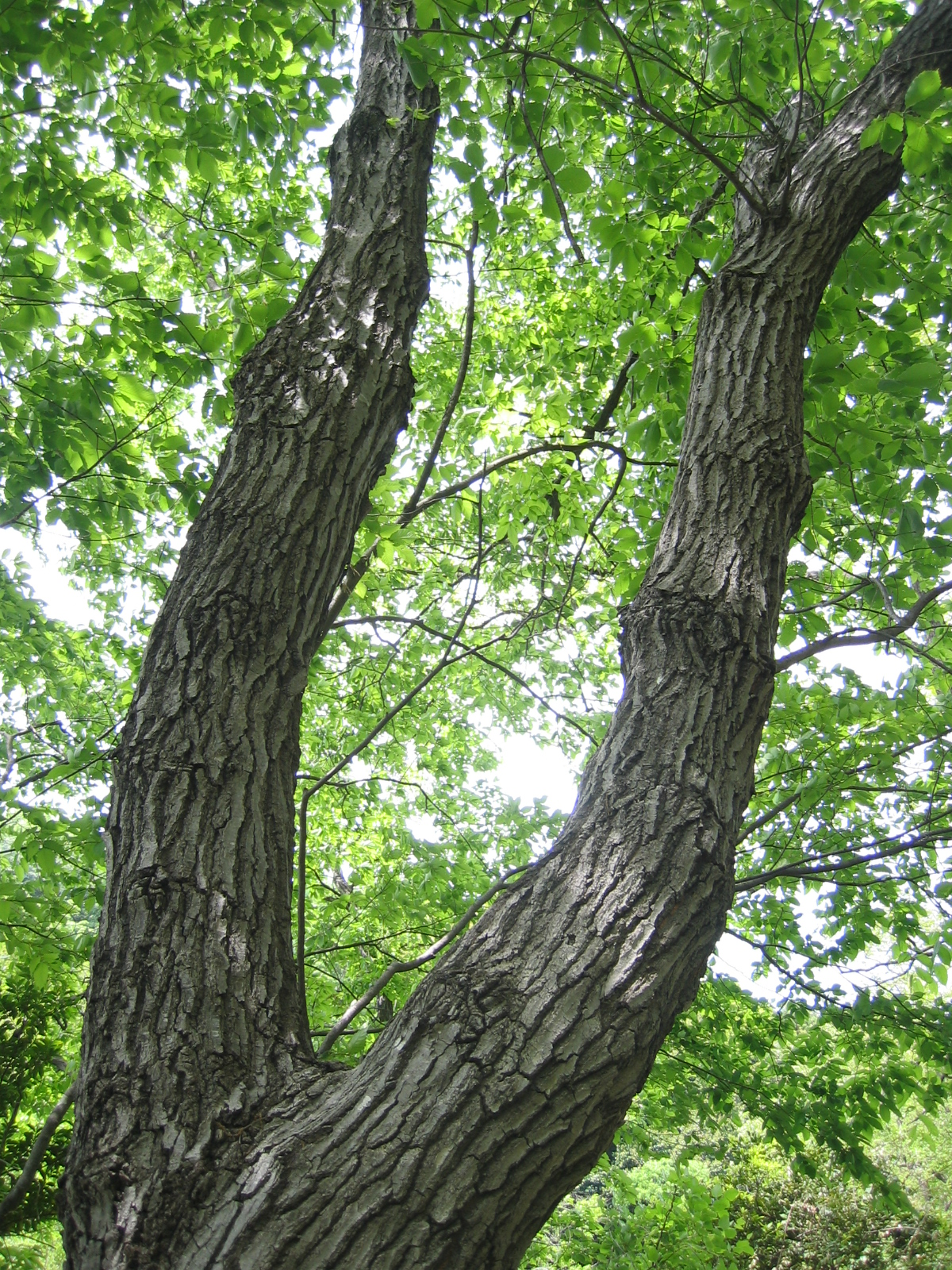
стовбур
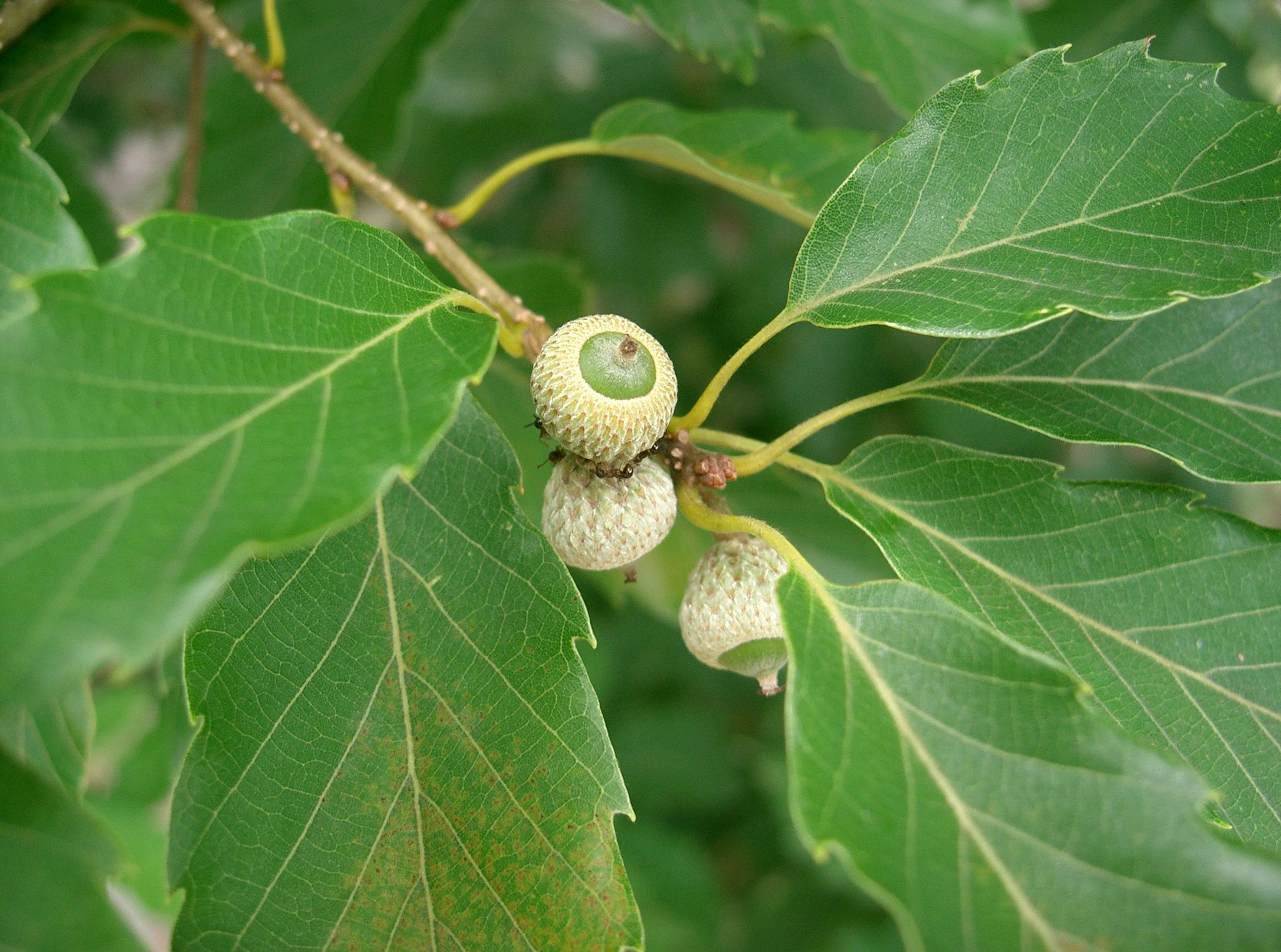
листя й жолуді
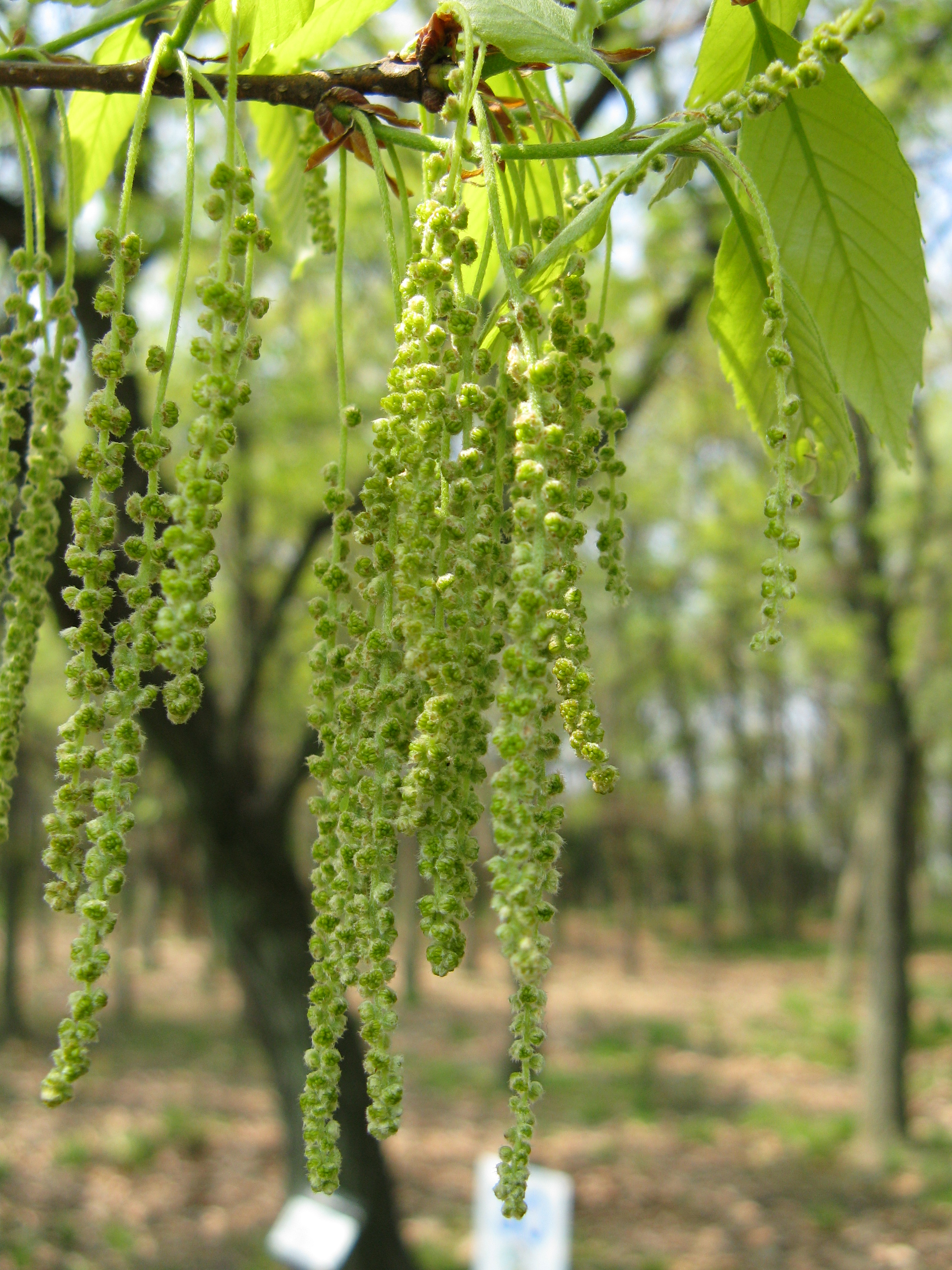
суцвіття